# Blanche Edwards-Pilliet
Blanche Edwards-Pilliet   (Milly-la-Forêt, novembre 1858 - París, 10 de gener de 1941) Blanche Adélaïde Edwards-Pilliet fou una famosa metgessa, professora de medicina, sufragista, feminista i una dirigent en el moviment pels drets de les dones a l'estat francés. Amb Augusta Déjerine-Klumpke fou la primera metgessa interna resident en un hospital de París.

## Biografia
Nasqué el 24 de novembre del 1858, filla major d'un metge protestant britànic i una dona francesa, Amanda Froc. Educada a la seva casa de Neuilly-sur-Seine per son pare, George Hugh Edwards, va rebre una educació bilingüe en francés i anglés en humanitats i en matemàtiques, ciències naturals, grec, llatí i alemany. Obtingué el batxillerat humanístic al 1877 i el científic al 1878.

## Vida professional
Als dènou anys, es matriculà en la Facultat de Medicina de París.
Amb Augusta Déjerine-Klumpke s'inscrigué en pràctiques externes al 1881. Es van enfrontar a rebuigs i discriminacions de tota mena per la seua condició de dones. El 17 de gener del 1882, un decret de la Prefectura de París els donà la competència de l'escola diürna, amb la condició de «no utilitzar en cap cas el seu títol d'alumna externa per a treballar a l'internat». S'hi llicenciaren a l'octubre del 1882.
El 1885, quan Edwards-Pilliet sol·licità ser metgessa interna en un hospital a París, més de noranta metges i passants signaren una petició en contra del seu registre per ser una dona, tot i que això no estava prohibit en les condicions d'ingrés. El consell municipal de París, però, va permetre que s'escoltàs el seu cas. El ministre d'Instrucció Pública, Paul Bert, sol·licità al prefecte del Sena, l'advocat Eugène Poubelle, que emetés un decret per a obrir els internats hospitalaris a les dones. El 31 de juliol va signar el seu cas, i permeté l'admissió de les alumnes externes al concurs de l'internat i a treballar en hospitals parisencs amb la condició que no usaren el títol de residència per a fer els exàmens finals per a obtenir la llicenciatura de metgessa, la qual cosa Blanche va respectar temporalment.
Malgrat tot, hi realitzaren pràctiques i s'hi enfrontaren a una oposició encara més forta. Blanche Edwards no va passar l'etapa escrita. A l'any següent, Augusta Klumpke rebé el lloc 16 de 52. Blanche Edwards fou admesa com a interna provisional al servei del neuròleg Jean-Martin Charcot, i hi va conéixer Sigmund Freud i Toulouse-Lautrec. Com que hi havia el límit d'edat de vint-i-vuit anys per a ser nomenada metgessa interna titular, hagué de romandre com a metgessa passant provisional tota la vida.
En el II Congrés Internacional d'obres i institucions femenines opinà sobre els reclams d'admissió de dones com a metgesses internes: «Vaig fer una campanya durant cinc anys per a obrir una porta, i la vaig derrocar. (...) Em costà quatre anys de la meua vida, però vaig aconseguir derrocar la porta malgrat la resistència de l'Administració».
L'especialitat de Blanche Edwards era la cirurgia. El 23 de gener del 1889, defensà la seua tesi sobre L'hemiplègia en algunes infeccions nervioses (atàxia locomotriu progressiva, esclerosi en plaques, histèria, paràlisi); malgrat la feroç competència, sobretot perquè era dona, la seua dissertació guardonada l'ajudà a crear el seu primer consultori aquest mateix any, on treballaria durant cinquanta anys. Els primers cinc anys li foren molt difícils; els seus clients eren dones i xiquets pobres, i sovint no els cobrava la consulta.
També ensenyà medicina escolar, tot i rebre salaris baixos. De fet, era l'única dona del seu temps a qui se li va oferir un lloc d'ensenyament mèdic en l'Assistència Pública del Sistema d'Hospitals parisencs. Durant quaranta anys fou professora de l'Escola de Formació d'Infermers i Infermeres de l'Hospital de la Pitié-Salpêtrière i de l'Hospital Bicêtre.
Escrigué molts articles en la revista Le progrès médical.
Durant la Primera Guerra Mundial s'encarregà del servei de l'Oficina de Beneficència i dels serveis de nit en el districte I, amb assistència de primers auxilis, i de les ambulàncies en la línia de ferrocarril París-Lió-Marsella i el Palau Royal. A més fou metgessa de l'Arsenal de Puteaux del 1917 al 1919. Ensenyà primers auxilis a més de quatre-centes joves que després reforçarien els llocs d'infermeres en els fronts de batalla.
El 1892, es casà amb el seu col·lega, el doctor Alexandre-Henri Pillet (1861-1898) i tingueren tres fills. El seu espòs va morir als trenta-set anys, i hagué de pujar sola els seus fills.
Va morir a París al 1941, als vuitanta-dos anys.

## Activisme
Com a activa feminista, advocà per la reforma social en dones i xiquets. Fou vicepresidenta de la Lliga pels drets de les dones. El 1901 fundà la Ligue française des Mères de Famille, una de les primeres organitzacions no governamentals (ONG) a partir de la qual es crearen moltes associacions socials a l'estat francés. També fou membre de la Societat d'Antropologia i de la Societat de Sociologia de París, al costat d'altres feministes reconegudes.
Com a metgessa denuncià vigorosament la mutilació que representa portar cotilla.
També pertangué al Partit Radical francés, des d'on advocà pel sufragi femení, i el 1930 l'elegiren vicepresidenta d'una de les seues seccions parisenques.

## Distincions
Rebé la distinció d'Oficial de la Instrucció Pública i la insígnia de Dama de la Legió d'Honor (Orde Nacional de la Legió d'Honor) al 1924.